# Nacional Gás
Nacional Gás é uma empresa de distribuição de gás de petróleo liquefeito (GLP) no Brasil.

## História
Fundado em 1951, através da compra da Ceará Gás Butano é uma das primeiras empresas do Grupo Edson Queiroz. Nos dias atuais, denominada Nacional Gás e atuando também com as marcas Paragás e Brasilgás, sendo uma das primeiras empresas do Grupo Edson Queiroz.
A empresa detém as mais modernas bases de engarrafamento da América Latina e tem a liderança na distribuição de gás domiciliar. Possui 49 filiais, sendo 29 bases envasadoras. Sua sede fica em Fortaleza.

## Divisões

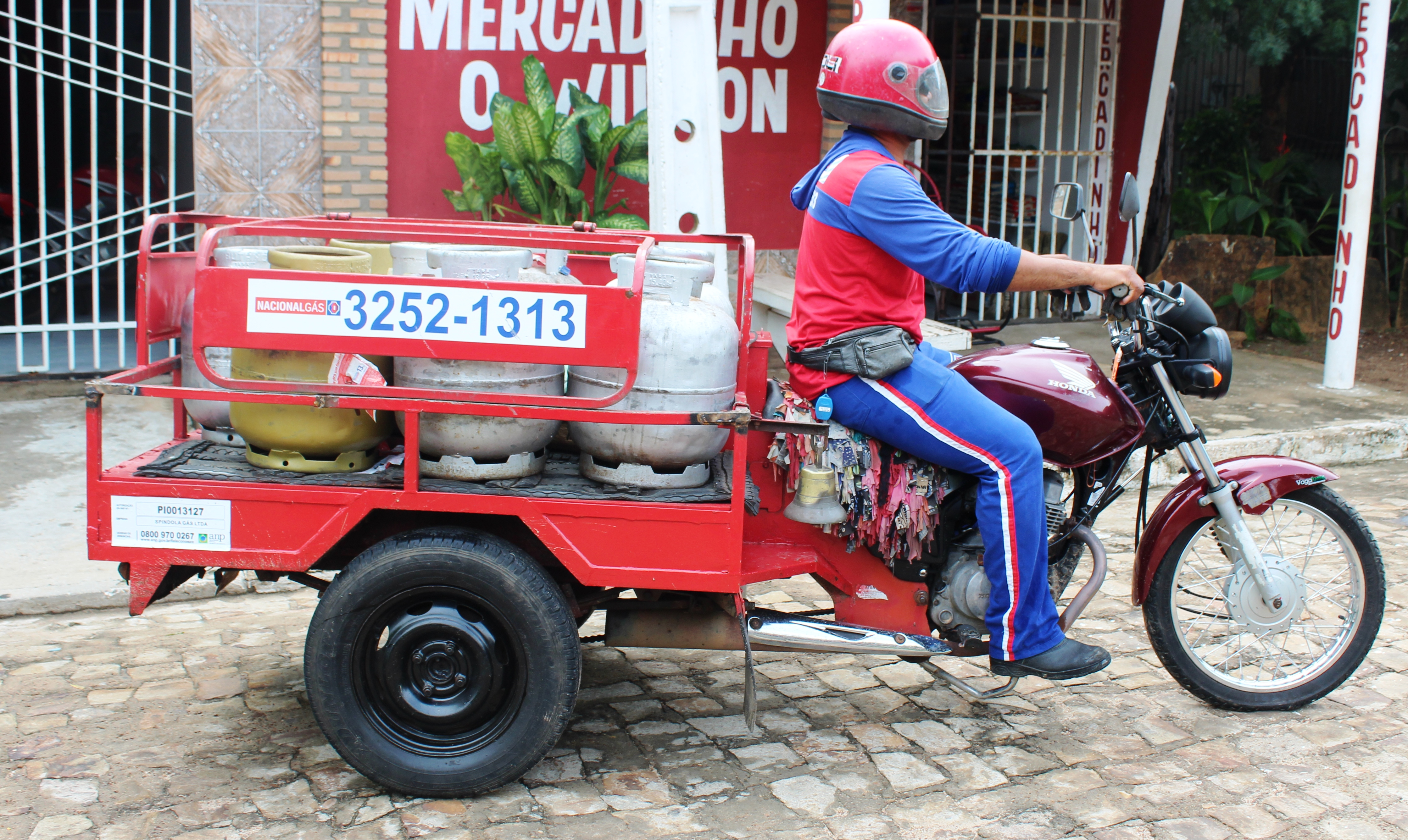
Motocicleta de entrega de gás.

- Nacional Gás: Atuação nos estados do Ceará, Maranhão, Piauí, Alagoas, Bahia, Rio de Janeiro, Minas Gerais, São Paulo, Espírito Santo, Mato Grosso, Mato Grosso do Sul, Goiás, Distrito Federal, Paraná, Santa Catarina e Rio Grande do Sul.
- Paragás: Atuação nos estados do Pará, Amapá, Amazonas, Tocantins e parte do Maranhão (região de Imperatriz).
- Brasil Gás: Atuação nos estados do Rio Grande do Norte, Paraíba, Pernambuco e Alagoas.